# Bodva
Bodva, ungarisch Bódva, ist ein Fluss in der südlichen Ostslowakei und im nordöstlichen Ungarn. Er entspringt in den Volovecer Bergen, einem Teil des Slowakischen Erzgebirges, und überquert südwestlich von Hosťovce nach 48,4 Kilometern auf slowakischem Gebiet die ungarische Grenze. Bei Boldva mündet er dann nach einem Lauf von insgesamt 113 Kilometern aus nördlicher Richtung kommend in den Sajó und zählt somit zu dessen linken Nebenflüssen.
An der Staatsgrenze beträgt der mittlere Durchfluss 5 m³/s, das Wassereinzugsgebiet umfasst 890 km².